# Maucomble
Maucomble település Franciaországban, Seine-Maritime megyében. Lakosainak száma 389 fő (2022. január 1.). Maucomble Bosc-Mesnil, Bully, Esclavelles és Saint-Saëns községekkel határos.

## Népesség
A település népességének változása:
| Lakosok száma | 400  | 407  | 414  | 415  | 414  | 415  | 407  | 398  | 389  |
|               | 2013 | 2015 | 2016 | 2017 | 2018 | 2019 | 2020 | 2021 | 2022 |